# جي. أ. لورانس
جي. أ. لورانس (بالإنجليزية: J. A. Lawrence)‏ (1 مارس 1940، نيويورك في الولايات المتحدة)؛ ممثلة، كاتِبة وروائية أمريكية.